# Riemann-variëteit
In de riemann-meetkunde, een deelgebied van de wiskunde, is een riemann-variëteit een reële differentieerbare variëteit {\displaystyle M} waarvan in elk punt {\displaystyle p} de raakruimte is uitgerust met een inproduct {\displaystyle g_{p}}, een riemann-metriek, op een wijze die van punt tot punt glad varieert. De  metriek {\displaystyle g_{p}} is een positief-definiete symmetrische tensor, een zogenaamde metrische tensor.
In andere woorden, een riemann-variëteit is een differentieerbare variëteit, waarvan de raakruimte in elk punt een eindig-dimensionale euclidische ruimte is, waar aan elk punt een zekere metriek kan worden toegekend. Als metriek kan men verschillende meetkundige begrippen, zoals hoeken, lengten van krommen, oppervlakken (of volumen), kromming, de gradiënt van functies en de divergentie van vectorvelden, op een riemann-variëteit definiëren.
De riemann-variëteit is naast de lorentz-variëteit de meest gangbare wiskundige vertaling van het begrip gekromde ruimte. Bernhard Riemann, naar wie het begrip genoemd is, onderzocht intrinsieke eigenschappen van oppervlakken en andere gekromde ruimten, dat wil zeggen eigenschappen die niet afhangen van een inbedding in een hogerdimensionale euclidische ruimte of van het gebruik van een welbepaald coördinatenstelsel.
Riemann-variëteiten moeten niet worden verward met riemann-oppervlakken, variëteiten die lokaal als patches van het complexe vlak verschijnen.

## Definitie
Zij {\displaystyle M} een {\displaystyle n}-dimensionale gladde variëteit, waarvoor in elk punt {\displaystyle p} een inproduct {\displaystyle g_{p}} gedefinieerd is op de raakruimte {\displaystyle T_{p}M} aan {\displaystyle M} in {\displaystyle p}.
In termen van een lokaal coördinatenstelsel {\displaystyle (x^{1},\ldots ,x^{n})} wordt het inproduct volledig vastgelegd door wat het met de basisvectoren {\displaystyle (b_{1},b_{2},\ldots ,b_{n})} (de partiële afgeleiden van positie naar elke coördinaat) doet. 
Noem {\displaystyle g_{ij}=\langle {b_{i},b_{j}}\rangle }. Als de {\displaystyle n^{2}} functies {\displaystyle g_{ij}} glad (onbeperkt differentieerbaar) zijn in hun afhankelijkheid van {\displaystyle p}, dat wil zeggen als functies van {\displaystyle (x^{1},\ldots ,x^{n})}, heet {\displaystyle g} een riemann-metriek op {\displaystyle M}, en het paar {\displaystyle (M,g)} een riemann-variëteit.
Technisch kan men {\displaystyle g} beschouwen als een sectie van de bundel
{\displaystyle T^{*}M\otimes T^{*}M}
(tweederangs-cotensoren), waarin 
{\displaystyle T^{*}M}
de corakende bundel van {\displaystyle M} is.

## Voorbeelden
De euclidische ruimte {\displaystyle \mathbb {R} ^{n}} is zelf een gladde variëteit, en de raakruimte in ieder punt {\displaystyle p\in \mathbb {R} ^{n}} is een kopie van {\displaystyle \mathbb {R} ^{n}}. Door elk van deze vectorruimten uit te rusten met het standaardinproduct
{\displaystyle \langle (x^{1},\ldots ,x^{n}),(y^{1},\ldots ,y^{n})\rangle =\sum _{i=1}^{n}x^{i}y^{i}}
wordt de euclidische ruimte zelf een riemann-variëteit. De identieke transformatie is een kaart van {\displaystyle \mathbb {R} ^{n}}, en ten opzichte van dat coördinatenstelsel is
{\displaystyle g_{ij}=\delta _{ij}}
waarin {\displaystyle \delta _{ij}} de kroneckerdelta is: 1 als {\displaystyle i=j} en 0 als {\displaystyle i\neq j}.
Een niet-triviaal voorbeeld is {\displaystyle S^{2}}, de eenheidssfeer in {\displaystyle \mathbb {R} ^{3}}. De raakruimte van {\displaystyle S^{2}} in een punt {\displaystyle p} kan gemodelleerd worden door het overeenkomstige raakvlak aan {\displaystyle S^{2}} in {\displaystyle \mathbb {R} ^{3}}. Voor de oorsprong van de vectorruimte {\displaystyle T_{p}S^{2}} kan het raakpunt {\displaystyle p} zelf genomen worden.
Deze raakruimten erven het inproduct van de euclidische ruimte {\displaystyle \mathbb {R} ^{3}} zoals beschreven in het vorige voorbeeld.
Beschouw de kaart op (een deel van) {\displaystyle S^{2}} die gedefinieerd wordt door de twee hoeken van de bolcoördinaten: {\displaystyle \varphi } is het azimut ten opzichte van de {\displaystyle X}-as, en {\displaystyle \vartheta } de elevatie ten opzichte van het XY-equatorvlak (vgl. met geografische lengte resp. geografische breedte).
In een gegeven punt {\displaystyle p(\varphi _{0},\vartheta _{0})} vormen de basisvectoren {\displaystyle {\partial  \over \partial \varphi }} en {\displaystyle {\partial  \over \partial \vartheta }} weliswaar een orthogonale basis, maar geen orthonormale basis. De vector {\displaystyle e_{\vartheta }={\partial  \over \partial \vartheta }} is een eenheidsvector, maar de vector {\displaystyle e_{\varphi }={\partial  \over \partial \varphi }} heeft lengtekwadraat
{\displaystyle \left\langle {\partial  \over \partial \varphi },{\partial  \over \partial \varphi }\right\rangle =g_{\varphi \varphi }=\cos ^{2}\vartheta }

## Afgeleide begrippen
Met behulp van de metriek {\displaystyle g} worden uiteindelijk alle verdere lokale begrippen uit de differentiaalmeetkunde gedefinieerd. Enkele voorbeelden:
- De lengte van een kromme op {\displaystyle M} wordt gedefinieerd als de integraal van de lengte van haar afgeleide (de afgeleide is overal een vector van de raakruimte). Hierdoor wordt elke (samenhangende) riemann-variëteit een metrische ruimte. De topologie van deze metrische ruimte is dezelfde als die van de onderliggende topologische variëteit.
- christoffelsymbolen en de ermee verbonden tensoriële krommingsbegrippen (krommingstensor van Riemann, ricci-kromming, scalaire kromming)
- parallel transport en de levi-civita-verbinding
- geodeet, als generalisatie van de rechte lijnen in de euclidische ruimte
- het volume-element en de integratie van differentiaalvormen

## Algemene vormen
Een belangrijk deel van de differentiaalmeetkunde blijft nog overeind als de symmetrische bilineaire vorm {\displaystyle g} niet noodzakelijk positief-definiet verondersteld wordt, maar wel overal niet-ontaard in de zin dat de determinant van de bijhorende vierkante matrix der functies {\displaystyle g_{ij}} nergens nul is.
Een dergelijke constructie {\displaystyle (M,g)} heet pseudo-riemann-variëteit.
Als de determinant nergens nul is en {\displaystyle M} is samenhangend, is de index van {\displaystyle g} constant (als hij constant 0 is, dan is {\displaystyle g} positief definiet en betreft het een gewone riemann-variëteit).
Een lorentz-variëteit is een semi-riemann-variëteit waarvan de metrische tensor overal de index 1 heeft, dat wil zeggen dat een van de eigenwaarden negatief is, en alle andere positief. Meestal wordt aangenomen dat de dimensie ten minste 2 bedraagt.
Lorentz-variëteiten modelleren de ruimtetijd in de speciale en in de algemene relativiteitstheorie.